# 马达马堡

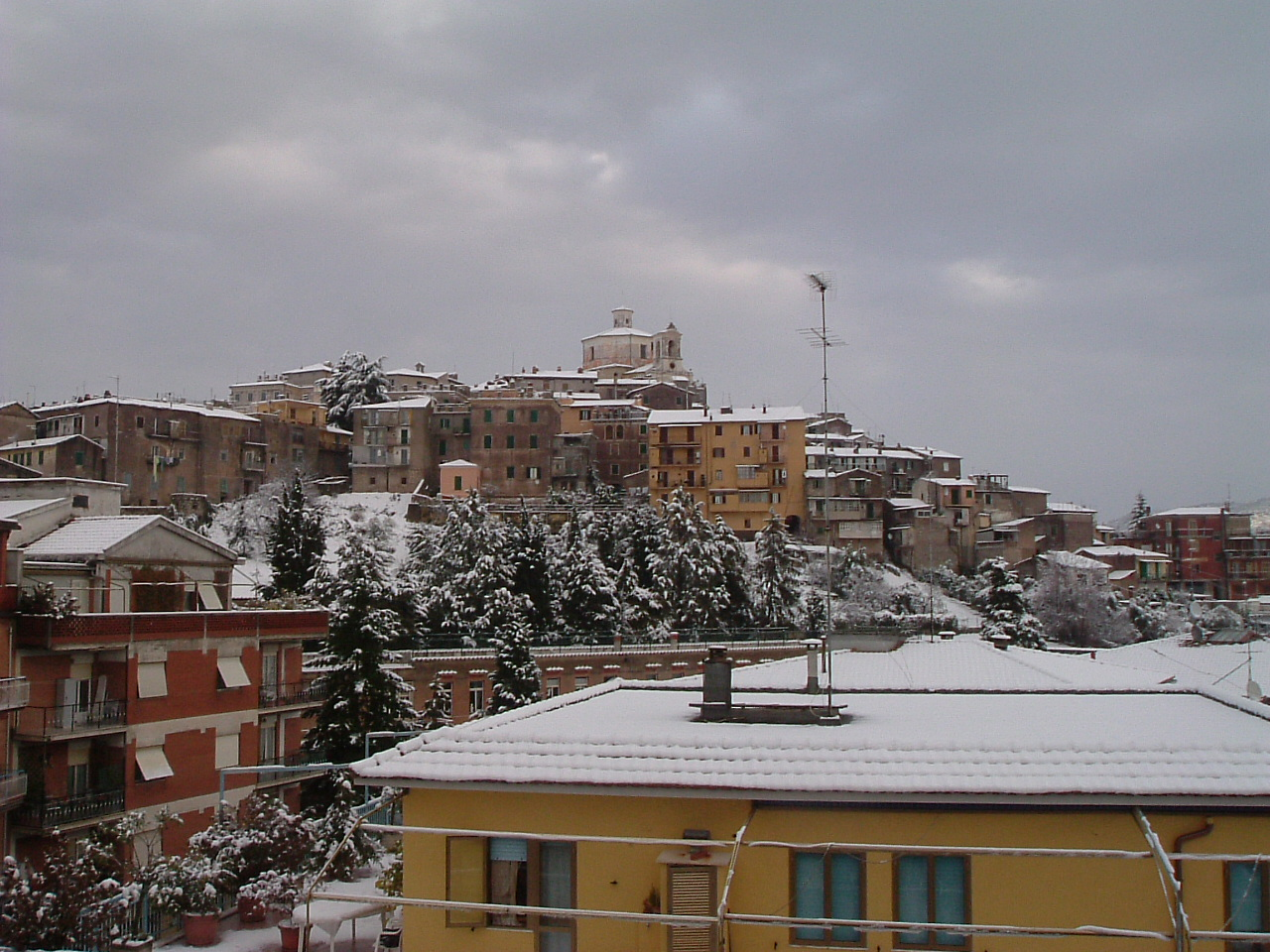
全景图

马达马堡（義大利語：Castel Madama）是意大利拉齐奥大区罗马首都广域市的一个市镇，面积28.5平方公里，人口7,033人（2004年）。